# La Ferrière-en-Parthenay
La Ferrière-en-Parthenay és un municipi francès situat al departament de Deux-Sèvres i a la regió de la Nova Aquitània. L'any 2007 tenia 783 habitants.

## Demografia

### Població
El 2007 la població de fet de La Ferrière-en-Parthenay era de 783 persones. Hi havia 319 famílies de les quals 76 eren unipersonals (28 homes vivint sols i 48 dones vivint soles), 123 parelles sense fills, 108 parelles amb fills i 12 famílies monoparentals amb fills.
La població ha evolucionat segons el següent gràfic:
Habitants censats

### Habitatges
El 2007 hi havia 369 habitatges, 323 eren l'habitatge principal de la família, 24 eren segones residències i 22 estaven desocupats. 360 eren cases i 8 eren apartaments. Dels 323 habitatges principals, 230 estaven ocupats pels seus propietaris, 89 estaven llogats i ocupats pels llogaters i 4 estaven cedits a títol gratuït; 1 tenia una cambra, 9 en tenien dues, 36 en tenien tres, 97 en tenien quatre i 180 en tenien cinc o més. 292 habitatges disposaven pel capbaix d'una plaça de pàrquing. A 140 habitatges hi havia un automòbil i a 162 n'hi havia dos o més.

### Piràmide de població
La piràmide de població per edats i sexe el 2009 era:
| Homes | Edats   | Dones |
| ----- | ------- | ----- |
| 0     | 95 o +  | 0     |
| 0     | 90 a 94 | 0     |
| 16    | 85 a 89 | 12    |
| 12    | 80 a 84 | 8     |
| 0     | 75 a 79 | 32    |
| 16    | 70 a 74 | 4     |
| 16    | 65 a 69 | 20    |
| 24    | 60 a 64 | 20    |
| 12    | 55 a 59 | 24    |
| 28    | 50 a 54 | 20    |
| 16    | 45 a 49 | 20    |
| 24    | 40 a 44 | 24    |
| 28    | 35 a 39 | 20    |
| 36    | 30 a 34 | 28    |
| 28    | 25 a 29 | 44    |
| 16    | 20 a 24 | 8     |
| 12    | 15 a 19 | 28    |
| 24    | 10 a 14 | 20    |
| 24    | 5 a 9   | 8     |
| 36    | 0 a 4   | 32    |

## Economia
El 2007 la població en edat de treballar era de 493 persones, 376 eren actives i 117 eren inactives. De les 376 persones actives 339 estaven ocupades (185 homes i 154 dones) i 37 estaven aturades (12 homes i 25 dones). De les 117 persones inactives 51 estaven jubilades, 33 estaven estudiant i 33 estaven classificades com a «altres inactius».

### Ingressos
El 2009 a La Ferrière-en-Parthenay hi havia 330 unitats fiscals que integraven 823,5 persones, la mediana anual d'ingressos fiscals per persona era de 14.720 €.

### Activitats econòmiques
Dels 28 establiments que hi havia el 2007, 1 era d'una empresa alimentària, 5 d'empreses de fabricació d'altres productes industrials, 6 d'empreses de construcció, 7 d'empreses de comerç i reparació d'automòbils, 1 d'una empresa de transport, 3 d'empreses d'hostatgeria i restauració, 1 d'una empresa financera, 1 d'una empresa immobiliària, 2 d'empreses de serveis i 1 d'una empresa classificada com a «altres activitats de serveis».
Dels 11 establiments de servei als particulars que hi havia el 2009, 2 eren tallers de reparació d'automòbils i de material agrícola, 2 paletes, 3 fusteries, 1 lampisteria, 1 perruqueria i 2 restaurants.
Dels 3 establiments comercials que hi havia el 2009, 1 era una botiga de menys de 120 m², 1 una fleca i 1 una botiga de roba.
L'any 2000 a La Ferrière-en-Parthenay hi havia 29 explotacions agrícoles que ocupaven un total de 1.936 hectàrees.

## Equipaments sanitaris i escolars
El 2009 hi havia una escola elemental.

## Poblacions més properes
El següent diagrama mostra les poblacions més properes.